# Besch-Terek (Tschüi)
Besch-Terek (kirgisisch und russisch Беш-Терек) ist ein Dorf und eine Landgemeinde im Norden Kirgisistans.
Im Jahr 2021 hatte das Dorf 1486 Einwohner.

## Geographie
Es ist Teil des Rajons Moskwa, der dem Oblus Tschüi unterstellt ist. Das Dorf ist Verwaltungssitz und gleichzeitig einziger Bestandteil der Landgemeinde Besch-Terek.
Einige Kilometer südlich liegt Belowodsk, weiter westlich befindet sich Karabalta. Das Dorf befindet sich im äußersten Norden Kirgisistans, näher an der kasachischen Grenze als am 50 Kilometer entfernten Bischkek. Es liegt in der Tschüi-Ebene, die den Übergang zur Steppe Kasachstans darstellt. Das Gebiet wurde durch ein umfangreiches Bewässerungssystem urbar gemacht. Der Ort wird vom rechten Arm des Flusses Tschygysch-Karakol durchflossen, der sich südlich der Siedlung aufteilt und nördlich wieder zusammenfließt.

## Infrastruktur
Eine hier endende befestigte Straße verbindet den Ort mit der im Süden verlaufenden M39; eine weitere befestigte Straße zweigt bei Besch-Terek nach Osten ab.
Im Ort gibt es eine Sekundärschule.